# یوتساکورن بورافا
یوتساکورن بورافا (تایلندی: ยศกร บูรพา؛ زادهٔ ۸ ژوئن ۲۰۰۵) بازیکن فوتبال است.
وی همچنین در تیم‌های ملی فوتبال زیر ۲۳ سال تایلند و تایلند بازی کرده‌است.